# العلاقات الأسترالية البلجيكية
العلاقات الأسترالية البلجيكية هي العلاقات الثنائية التي تجمع بين أستراليا وبلجيكا.

## مقارنة بين البلدين
هذه مقارنة عامة ومرجعية للدولتين:
| وجه المقارنة                                              | أستراليا                                   | بلجيكا                                                                              |
| --------------------------------------------------------- | ------------------------------------------ | ----------------------------------------------------------------------------------- |
| المساحة (كم2)                                             | 7.69 مليون                                 | 30.53 ألف                                                                           |
| عدد السكان (نسمة)                                         | 24.51 مليون                                | 11.37 مليون                                                                         |
| الكثافة السكانية (ن./كم²)                                 | 3.19                                       | 372.42                                                                              |
| العاصمة                                                   | كانبرا، ملبورن                             | بروكسل                                                                              |
| اللغة الرسمية                                             | لغة إنجليزية                               | اللغة الهولندية، لغة فرنسية، اللغة الألمانية                                        |
| العملة                                                    | دولار أسترالي، جنيه إسترليني، جنيه أسترالي | يورو، فرنك بلجيكي                                                                   |
| الناتج المحلي الإجمالي (بليون دولار)                      | 1.32 تريليون                               | 492.68 مليار                                                                        |
| الناتج المحلي الإجمالي (تعادل القوة الشرائية) بليون دولار | 1.10 تريليون                               | 514.74 مليار                                                                        |
| الناتج المحلي الإجمالي الاسمي للفرد دولار أمريكي          | 56.31 ألف                                  | 40.32 ألف                                                                           |
| الناتج المحلي الإجمالي للفرد دولار أمريكي                 | 45.92 ألف                                  | 43.44 ألف                                                                           |
| مؤشر التنمية البشرية                                      | 0.939                                      | 0.890                                                                               |
| رمز المكالمات الدولي                                      | +61                                        | +32                                                                                 |
| رمز الإنترنت                                              | .au                                        | .be                                                                                 |
| المنطقة الزمنية                                           |                                            | توقيت وسط أوروبا، ت ع م+01:00، ت ع م+02:00، توقيت وسط أوروبا الصيفي، أوروبا/بروكسل ‏ |

## منظمات دولية مشتركة
يشترك البلدان في عضوية مجموعة من المنظمات الدولية، منها:
| علم المنظمة | اسم المنظمة                               | تاريخ انضمام أستراليا | تاريخ انضمام بلجيكا |
| ----------- | ----------------------------------------- | --------------------- | ------------------- |
|             | منظمة التجارة العالمية                    | ?                     | ?                   |
|             | الأمم المتحدة                             | 1 نوفمبر 1945         | 27 ديسمبر 1945      |
|             | الاتحاد الدولي للاتصالات                  | 27 مايو 1878          | 1866                |
|             | منظمة التعاون الاقتصادي والتنمية          | ?                     | ?                   |
|             | مجموعة أستراليا                           | 1985                  | 1985                |
|             | يونسكو                                    | 4 نوفمبر 1946         | 29 نوفمبر 1946      |
|             | الاتحاد البريدي العالمي                   | ?                     | ?                   |
|             | مؤسسة التنمية الدولية                     | 24 سبتمبر 1960        | 2 يوليو 1964        |
|             | منظمة حظر الأسلحة الكيميائية              | ?                     | ?                   |
|             | نظام تحكم تكنولوجيا القذائف               | 1990                  | 1990                |
|             | وكالة ضمان الاستثمار متعدد الأطراف        | 10 فبراير 1999        | 18 سبتمبر 1992      |
|             | منظمة الشرطة الجنائية الدولية             | ?                     | ?                   |
|             | المنظمة الهيدروغرافية الدولية             | ?                     | ?                   |
|             | مؤسسة التمويل الدولية                     | 20 يوليو 1956         | 27 ديسمبر 1956      |
|             | بنك التنمية الآسيوي                       | 1966                  | 1966                |
|             | البنك الدولي للإنشاء والتعمير             | 5 أغسطس 1947          | 27 ديسمبر 1945      |
|             | الفريق المعني برصد الأرض                  | ?                     | ?                   |
|             | مجموعة الموردين النوويين                  | ?                     | ?                   |
|             | الوكالة الدولية للطاقة                    | ?                     | ?                   |
|             | المركز الدولي لتسوية المنازعات الاستشارية | 1 يونيو 1991          | 26 سبتمبر 1970      |

## أعلام
هذه قائمة لبعض الشخصيات التي تربطها علاقات بالبلدين:
- باول اوكون (5 أبريل 1972[33] – )
- بريندان نيلسون (سياسي أسترالي، 19 أغسطس 1958 – )
- تشارلز غروفز رايت أندرسون (12 فبراير 1897[34] – 11 نوفمبر 1988[34])
- دونكان لويس (3 أغسطس 1953 – )
- روي فرنانديز (دبلوماسي أسترالي، 28 يناير 1928 – 2 مايو 2014)
- غوتييه (21 مايو 1980 – )
- هوغو ويفنغ (4 أبريل 1960[35] – )

## وصلات خارجية
- موقع وزارة الخارجية الأسترالية
- موقع وزارة الخارجية البلجيكية